# Milichia speciosa
Milichia speciosa är en tvåvingeart som beskrevs av Johann Wilhelm Meigen 1830. Milichia speciosa ingår i släktet Milichia och familjen sprickflugor. Inga underarter finns listade i Catalogue of Life.